# Mixinó
Mixinó (en rus: Мишино) és un poble de l'óblast de Vladímir, a Rússia, segons el cens del 2012 tenia 253 habitants. Pertany al districte municipal de Múrom.